# Bonastre
Bonastre – gmina w Hiszpanii, w prowincji Tarragona, w Katalonii, o powierzchni 25 km². W 2011 roku gmina liczyła 651 mieszkańców.